# Hörde (okręg administracyjny)
Hörde, Dortmund-Hörde – okręg administracyjny (Stadtbezirk) w Dortmundzie, w kraju związkowym Nadrenia Północna-Westfalia. Liczy 53 294 mieszkańców (31 grudnia 2012) i ma powierzchnię 29,79 km².

## Dzielnice
Okręg składa się z siedmiu dzielnic (Stadtteil):
1. Benninghofen
2. Hacheney
3. Hörde
4. Holzen
5. Syburg
6. Wellinghofen
7. Wichlinghofen